# Nikolái Berdiáyev
Nikolái Aleksándrovich Berdiáyev (por transliteración del ruso cirílico Николай Александрович Бердяев (Kiev, 6 de marzo de 1874-París, 24 de marzo de 1948) fue un escritor y filósofo ruso, cuyas profundas convicciones religiosas y su oposición al autoritarismo marcaron su obra y su vida.
A los veinticinco años, sufrió el destierro en el norte de Rusia, condenado por el régimen zarista. En Alemania efectuó estudios de posgraduado. Profesó en la Universidad de Moscú desde 1919 a 1920, siendo después expulsado de su patria por su resuelta oposición al comunismo.

## Vida y obras
Descendiente de una familia de la aristocracia militar rusa. Vive una infancia solitaria en su casa, dándose una cultura desordenada a través de la biblioteca de su padre. Con apenas catorce años leía a Hegel, Schopenhauer y Kant. Destacaba, además, en lenguas extranjeras.
La oposición al medio familiar hizo nacer en él el gusto de la independencia y de la libertad, que será la intuición fundamental de su visión del mundo. Determinando su destino de estudiante, se inscribió en la universidad de Kiev en 1894. Estrechó amistad con otros jóvenes intelectuales rusos de la ciudad, y muy pronto se sintió contagiado por los fervores revolucionarios de sus colegas estudiantiles. La oposición a su familia lo condujo a distanciarse del medio aristocrático y a simpatizar con los pensadores populares rusos (Nikolái Mijáilovski y Piotr Lavrov). En 1894, cuando entró en la Universidad, es cuando descubriría el marxismo. Se transformó en marxista, y la orientación de estos autores, socialista y personalista a la vez, lo marcó profundamente. Participó en las actividades revolucionarias en cuerpo y alma. La búsqueda de la verdad espiritual de Berdiáyev era sin embargo demasiado inquieta para quedarse en la estructura de un marxismo ortodoxo y, poco a poco, en los años siguientes, llegó a no tener en cuenta sino el aspecto idealista y pragmático del sistema de Karl Marx. En 1898 fue arrestado, expulsado de la Universidad y condenado a tres años de confinamiento en la Rusia central. Más tarde, en Alemania, efectuó estudios de posgraduado.
Los años siguientes fueron de los más fecundos en su vida intelectual: escribió artículos y libros. En 1900 fue desterrado a Vólogda. De vuelta a Kiev, encontró a Serguéi Bulgákov; vínculo que sería determinante para su evolución religiosa ulterior. En 1904 fue junto a su esposa a San Petersburgo por entonces capital y centro cultural y revolucionario principal de Rusia y centro de un renacimiento intelectual y religioso en el que colaboró activamente. Desde esta época, Berdiáyev se sentía cada vez más inclinado hacia la Ortodoxia, guardando sin embargo una reticencia tenaz con respecto a las instituciones convencionales, de manera que casi no se puede hablar de conversión. Interviene en debates y va progresivamente dejando atrás sus posiciones de marxismo radical y asignando mayor atención a la vida filosófica y espiritual.
Siendo un ferviente cristiano ortodoxo no ahorró críticas a la iglesia institucional. En 1913 atacó duramente el Santo Sínodo de la Iglesia ortodoxa rusa, por lo cual fue acusado de blasfemia. Destinado al exilio de por vida en Siberia, acabando con esa condena gracias al estallido de la Primera Guerra Mundial. Y, a renglón seguido, por la Revolución de Octubre.
Su pensamiento y personalidad no podían aceptar a los bolcheviques. Ya sea por su autoritarismo como por el predominio de la función del Estado sobre la libertad individual. De todas maneras, en el primer período revolucionario prosiguió dando lecciones y escribiendo.
En 1916 apareció su célebre obra El sentido de la creación. En 1917, la Revolución fue para él como una liberación y como un cataclismo espiritual. En 1918 escribió su Filosofía de la desigualdad, que es un conjunto de acusaciones violentas respecto del bolchevismo. A pesar de todo, desde 1918 a 1920 Berdiáyev no fue molestado y llevó una vida activa; pronunció numerosas conferencias y fundó en Moscú una Academia libre de cultura espiritual. Hasta llegó a enseñar durante un año en la Universidad de Moscú.
En 1922 el gobierno ruso expulsó a 160 prominentes intelectuales, incluyendo a Berdiáyev. En verdad no eran sostenedores del pasado régimen zarista –tampoco del bolchevismo–, defendían, sencillamente, la libertad individual, el derecho al desarrollo espiritual, la ética cristiana y un pensamiento sostenido por la razón y guiado por la fe. En un primer momento Berdiáyev y los demás expulsados por el régimen comunista recalaron en Berlín, pero bien pronto las difíciles condiciones económicas y políticas de la Alemania de entonces, lo indujeron a él y a su esposa a dirigirse a París.
Ya en la capital de Francia, fundó una academia, insistió en el progresivo desarrollo de su pensamiento, dio lecciones y se dedicó a escribir e intercambiar ideas con la comunidad intelectual francesa.
Durante la Segunda Guerra Mundial y la ocupación alemana de Francia, el filósofo ruso continuó en la escritura de libros que se editaron después de la conflagración. Algunos se publicaron póstumamente. En su exilio francés escribió sus trabajos más importantes.
Berdiáyev encontró la muerte sobre la mesa de trabajo, en su casa de Clamart, cerca de París, el 24 de marzo de 1948.
Cuando dejó Rusia vivió tres años en Alemania y luego se instaló en París. Su primera fase de pensador está influida por el idealismo alemán y el materialismo marxista. Poco a poco va dejando atrás estos influjos para ir creando su existencialismo personalista cristiano.
Entiende que el alma está inserta en el reino natural y que el espíritu se halla más allá del alma. Algunas de sus mejores páginas están consagradas a la angustia y al sentimiento de nostalgia. La angustia tiene su definido origen en el misterio del ser. La Nostalgia es un sentimiento de incompletitud ante una perfección ontológica y ante la dificultad de alcanzarla. En la cumbre de su pensamiento se halla la religión del espíritu, teísta y cristiana.
En su primer período Berdiáyev escribe en ruso, en el segundo, en alemán y francés. Sus obras pasan de 25 y están traducidas a casi todos los idiomas. En su extensa producción sobresalen: “El sentido del acto creador”, “Filosofía de la libertad”, “El sentido de la historia”, “Hacia una nueva edad media”, “Espíritu y realidad”, “El Cristianismo y el problema del comunismo”, pero entre sus mejores trabajos deben señalarse “La destinación del hombre” y “Cinco meditaciones sobre la existencia”.
Dostoyevski, Keyserling, Bergson, Nietzsche, Vladímir Soloviov y Jaspers, son los pensadores que más influyen en su vida y en su obra. Al pensamiento del novelista ruso creador de “Crimen y castigo” le da categoría metafísica haciendo explícita con maestría toda la doctrina filosófica que contiene su obra.
En lo que concierne al primado del ser sobre la libertad, Berdiáyev afirma, de modo categórico el primado de la libertad sobre el ser. Y del mismo modo afirma el primado de la existencia subjetiva respecto del mundo objetivo, y el primado del dualismo sobre el monismo…El voluntarismo está por encima del intelectualismo y el personalismo se sobrepone al impersonalismo. Es interesante el bosquejo definitorio de su filosofía:
“Quiero definir mi filosofía con los rasgos siguientes: es una filosofía de la libertad, filosofía del acto creador, filosofía personalista, filosofía del espíritu, filosofía existencial”
Se caracterizaba por su gran predominio sobre los deportes de arco y flecha y por la forma de tocar el arpa

## Conocimiento filosófico
La de Berdiáyev es una filosofía profética en la que la libertad se eleva sobre el ser. Es lo mismo que decir que el mundo espiritual (noumenal) precede al mundo objetivo de las apariencias físicas (fenoménico). Este mundo fenoménico aprisiona al yo y a sus fuerzas espirituales en una mediocridad burguesa que le impide llegar al nivel de la persona en el que la conciencia es liberada de toda objetivación. La persona es a la vez espíritu, alma y cuerpo. Se realiza en la creación, en el conocimiento y en el amor. El acto creador se opone a la necesidad que caracteriza al mundo objetivado, y da un más-ser a la persona y al cosmos. El conocimiento no es una recepción pasiva: cuanto más existo, más se me desvela el misterio de la existencia. El proceso del conocimiento es activo y creador. El amor también es creador: «Todo acto de amor-eros y de amor-ágape es un acto creador por el que aparece la novedad en el mundo... lleva en él la esperanza de una transfiguración del mundo». Estas intuiciones fundamentales de su pensamiento las ha plasmado en una serie de obras sobre la historia espiritual de Rusia. De este modo, el pensamiento de Berdiáyev se emparenta a la vez con el existencialismo, el personalismo, el gnosticismo, y con autores como Vladimir Soloviov.
En el éxtasis personal y subjetivo de carácter emocional encuentra el filósofo ruso la raíz del conocimiento filosófico. Así, es necesario hundirse o zambullirse en la totalidad del ser para vislumbrar el sentido de la propia existencia. Enfrentarse con valentía a la tragedia del existir humano, sobrecargado de conflictos y contradicciones, es la única manera eficiente de hacer filosofía, sin ser la vida claro esa náusea de la que habla Sartre, sino un camino que trasciende la tragedia hacia el encuentro con Dios y con uno mismo. Aunque se debe señalar que el conocimiento filosófico siempre tropezará con el conocimiento incompleto del misterio. El filósofo es un sujeto desgarrado e incumplido. Lo que hace que el hombre sea hombre en el sentimiento dramático frente a la presencia de Dios. Opuesto a cualquier determinismo el espíritu es ante todo libertad.
Según el existencialista ruso el conocimiento filosófico es una creación desarrollada ante peligros siempre presentes. De ninguna manera es sistematización fría y tranquila. El verdadero conocimiento, no se cifra en ninguna escuela. Y elude toda objetivización. La filosofía se mueve siempre en el ámbito del hombre total. Invirtiendo a Descartes, Berdiáyev, enfatiza: “Sum, ergo cogito”. Existo, luego pienso, lo que implica un conocimiento a partir de la realidad, no de mis ideas, sino de mí como participante de la realidad.
En su entender, en su filosofía, hay identidad entre religión y pensamiento filosófico, o filosofía, a secas. La filosofía es siempre positiva o negativamente religiosa. Es una doctrina para nuestra existencia y nuestro destino, no para la comunidad. Ésta no lo entiende y desde siempre combate y persigue al filósofo.

## Antropología filosófica
La filosofía personal debe sobreponerse a lo general para alcanzar la singularidad de la existencia auténtica. Lo general es falso ante lo singular y carece de significación ontológica. Todo lo general es una espuria derivación de categorías sociológicas. Debajo de lo objetivo se encuentra la palpitación del sujeto cognoscente. Toda filosofía es la traducción de una existencia concreta. El yo es primitivo y está antes de toda objetivación. Es libertad. El enigma del yo es que en tanto permanece en sí mismo, se trasciende y así la soledad es nostalgia de la comunión con el otro y con el objeto. En cuanto al tiempo, ontológicamente no hay ni pasado ni porvenir, no hay más que un presente incesantemente creado. De esta manera, experimentar la totalidad o plenitud divina del ápice del instante es no ya el supremo sueño del hombre, sino su máxima conquista. En cuanto al sentido del tiempo es el sentido general de la historia, de mi propia historia y de la historia del mundo.

## La ética
La ética de Berdiáyev culmina en la fórmula que sigue: ”Obra como si oyeras la llamada de Dios y como si estuvieras invitado a cooperar en su obra, con un acto libre y creador; descubre en ti la conciencia pura y original; disciplina tu persona; lucha contra el mal en ti y a tu alrededor, no con miras de crearle un reino, rechazándolo al infierno, sino con el propósito de triunfar realmente de él, contribuyendo a iluminar y a transfigurar a los malos”

## Síntesis de su filosofía
Su pensamiento es una de las cumbres del existencialismo cristiano. Refleja asimismo la influencia de Jakob Böhme, de quien tradujo al francés el Mysterium Magnum, precedido de dos magníficos estudios.
Todo el pensamiento de Berdiáyev constituye una filosofía de la libertad. Y como tal se opone a una filosofía ontológica. Así, el primer principio no es el ser sino la libertad. O dicho de otra manera, la libertad prepondera sobre el ser. Es a partir de esta libertad como Dios crea al hombre como ser libre. Y la libertad, siendo por naturaleza irracional, puede en consecuencia conducir tanto al bien como al mal. Para Berdiáyev el mal es la libertad que se vuelve contra sí misma, es el sometimiento del hombre a los ídolos del arte, de la ciencia y de la religión, ídolos que reproducen las relaciones de esclavitud y dominación que promovieron el surgimiento de la historia de la humanidad. Su filosofía se rebela contra toda concepción racionalista, determinista, teleológica, que, en conjunto quiebran el reino de la libertad.
De esta manera, el problema de la existencia humana es el de su liberación. Con todo esto, Berdiáyev fundamenta una verdadera filosofía de la persona que influirá sobre Mounier y el personalismo.
El hombre se define, desde un principio, como persona. Y la persona es una categoría ética y espiritual que se opone a la categoría de individuo, que no es más que un subproducto sociológico y naturalista. La persona no es naturaleza, sino libertad. Sea dicho esto teniendo en cuenta que el individuo es parte de la "especie" y de la "sociedad". La persona no constituye parte de ningún todo.  Se opone a todas las falsas totalidades que conforman el mundo natural, la sociedad, el estado, la nación, la Iglesia, etc. Son esas falsas totalidades las que constituyen las mayores fuentes de "objetivación" que enajenan la libertad del hombre en producciones que el hombre mismo termina por idolatrar en el sometimiento a su tiranía.
Para liberarse de todas esas formas de objetivaciones alienantes, Berdiáyev preconiza el redescubrimiento del acto creador fundamentado sobre un trabajo de eliminación de las presiones, mediante conocimiento y amor, fuerzas liberadoras que luchan y se rebelan contra las estructuras osificadas, frías, e inhumanas.
Regresando a un mesianismo cristológico y escribiendo en la época de ascenso de los totalitarismos, Berdiáyev ha denunciado, como uno de los primeros o adelantados,"el mesianismo de la raza elegida y de la clase elegida", irguiéndose contra todas las formas de opresión social, política, religiosa, que son despersonalizantes y deshumanizantes. De suerte que la obra del filósofo pretende actuar como vacuna o muro de contención...Luchando contra todas las formas de utopía del pasado o del porvenir. Como oposición, Berdiáyev subraya las verdaderas necesidades y el verdadero destino del hombre, que es la libertad sobrenatural surgida del misterio divino como su fuente.
En líneas generales, el pensamiento de Berdiáyev, se conforma con la tradición del mesianismo ruso; un mesianismo esclarecido por la crítica radical de la totalidad de las fuerzas negativas.

## Conclusión
Aun cuando muy grande la copiosidad de su conciencia problemática, el pensamiento de Berdiáyev irradia cierto espíritu de incongruencia asistemática, no pocas veces cargada de dogmatismo. Las preocupaciones filosóficas son sentidas y hondas, pero no logra plasmarlas en una definida metafísica. De su obra quedarán siempre profundos atisbos, aunque dispersos.
Sintetizando la filosofía de Berdiáyev, cabe decir que es una de las más profundas afirmaciones del existencialismo cristiano. Significativamente influido por la novelística del compatriota antes señalado.
En el centro de sus reflexiones se encuentran los conceptos de creación y de libertad, en manifiesta oposición a una "sociedad colectivista y mecanizada", distantes del paraíso revolucionario marxista como del eventual triunfo de un individualismo acérrimo que separa la espiritualidad de la justicia social.La realización del ser de la persona pasa por la realizacón de la esencia creativa del hombre en una comunidad verdadera (sobornost´), es decir en un grupo de personas cuyos fines sean la realización de los propósitos de Dios.
Influyó sobre numerosos pensadores, pero su trabajo fue con frecuencia objeto de controversias. Sus obras fueron leídas y estudiadas en los círculos de la filosofía existencialista o de la teología ortodoxa.

## Obras
- La Signification de l'acte créateur. 1916
- Le Sens de l'Histoire. 1920
- L'Esprit de Dostoïevski. 1921
- Un Nouveau Moyen Âge : Réflexions sur les déstinées de la Russie et de l'Europe. 1924
- Le Destin de l'Homme dans le monde actuel. 1931
- Solitude et Société. 1934
- Cinq Méditations sur l'existence. 1936 hUGO jORDAN
- Esprit et Réalité. 1937
- Les Sources et le sens du communisme russe. 1937, 1955
- Esclavage et Liberté. 1939
- Essai de métaphysique eschatologique. 1946
- L'Idée russe. 1946
- Dialectique existentielle du divin et de l'humain. 1947

Reediciones
- Esprit et Liberté, éd. Desclée de Brouwer, 1992, ISBN 2-220-02480-6
- Khomiakov : L'épître aux serbes, ed. L'Age d'Homme, 1990, 2009 ISBN 2-8251-2222-X
- Le nouveau Moyen Âge, ed. L'Age d'Homme, 1990, ISBN 2-8251-2223-8
- De la destination de l'homme, ed. L'Age d'Homme,  1990, 2009, ISBN 978-2-8251-2221-1
- Christianisme, marxisme, ed. Centurion, 1975, ISBN 2-227-31007-3
- Cinq Méditations sur l'existence, ed. L'Age d'Homme, 2010, ISBN 978-2-8251-4057-4

## Obras en español
- La destinación del hombre.  José Janés, Barcelona, 1947.
- Reino del espíritu y Reino del César. Aguilar S.A. de Ediciones. Madrid. 1953.
- Esclavitud y libertad del hombre.  Emecé, Buenos Aires, 1955.
- Autobiografía espiritual. Luis Miracle, Barcelona, 1957. Traducido del ruso por Juan Godo Costa.
- El destino del hombre contemporáneo. Editorial del Nuevo Extremo, Santiago de Chile, 1959. Traducido del ruso por Lydia Hahn de Vaello.
- El cristianismo y la lucha de clases. Espasa Calpe, Colección Austral. Traducido por María Cardona.
- El cristianismo y el problema del comunismo. Espasa Calpe, Colección Austral, 1968.
- El hombre y la máquina. Icheh, Santiago de Chile, 1975.
- La filosofía como acto creador. Carlos Lohlé, Buenos Aires, 1977. Traducido del francés por Ramón Alcalde.
- Sobre la desigualdad (título original: La filosofía de la desigualdad). Emecé, Buenos Aires, 1978.
- El sentido de la creación. Carlos Lohlé, Buenos Aires, 1978. Traducido del francés por Ramón Alcalde.
- El Credo de Dostoyevski. Editorial Apolo, Barcelona, 1935. Traducción directa del ruso por Alexis Markoff en colaboración con Enrique de Leguina. Traducido también como El espíritu de Dostoievski. Carlos Lohlé, Buenos Aires, 1978. Traducido del francés por Marcela Solá.
- Una nueva Edad Media. Carlos Lohlé, Buenos Aires, 1979. Traducido del francés por Ramón Alcalde.
- Alexis Klimov: Nicolás Berdiaev: Introducción a su vida y su obra. Carlos Lohlé, Buenos Aires, 1979. Traducido del francés por Ramón Alcalde.